# Manfred Broy

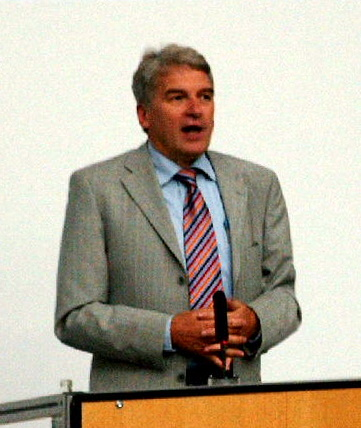
Manfred Broy (2004)

Manfred Broy (* 10. August 1949 in Landsberg am Lech) ist ein deutscher Informatiker und emeritierter Professor an der Fakultät für Informatik der Technischen Universität München (TUM).

## Leben
Manfred Broy besuchte in den Jahren von 1960 bis 1969 das Holbein-Gymnasium in Augsburg. Nach seinem Studium (Diplom im Jahr 1976 in Mathematik Fachrichtung Informatik) an der Technischen Universität München arbeitete er bis zum Jahr 1983 als wissenschaftlicher Mitarbeiter am Institut für Informatik und am Sonderforschungsbereich „Programmiertechnik“ an der TUM. Er wurde 1980 bei Friedrich Ludwig Bauer über das Thema Transformation parallel ablaufender Programme an der TUM zum Dr. rer. nat. promoviert. Er habilitierte sich 1982 mit dem Thema „A Theory for Nondeterminism, Parallelism, Communication, and Concurrency“.
1983 wurde er zum ordentlichen Universitätsprofessor für Informatik an die Universität Passau berufen und gleichzeitig zum Gründungsdekan der Fakultät für Mathematik und Informatik bestellt. In den Jahren bis 1989 war er Professor für Informatik und hatte den Lehrstuhl für Programmiersprachen an der Fakultät für Mathematik und Informatik inne. Für seine Tätigkeit als Gründungsdekan in Passau wurde ihm 2003 die Ehrendoktorwürde der Universität Passau verliehen.
Im Jahr 1989 wurde er Nachfolger von Friedrich Ludwig Bauer als ordentlicher Professor für Informatik am Institut für Informatik der Technischen Universität München. 1992 wurde er Gründungsdekan der Fakultät Informatik der TU München. Broys Forschungsbereich in München war das Systems- und Software Engineering. Eine seiner Forschungsgruppen befasste sich mit der Anwendung mathematisch basierter Techniken im Software Engineering. Am 31. März 2015 trat er in den Ruhestand.
Manfred Broy ist Mitgründer und Mitglied des Board of Directors des Center for Digital Technology and Management (CDTM). Das CDTM ist eine gemeinsame wissenschaftliche Einrichtung von TU München und LMU München und Mitglied des Elitenetzwerks Bayern.
Er wurde im Frühjahr 2015 zum Gründungspräsidenten des „Zentrum Digitalisierung.Bayern“ berufen.

## Veröffentlichungen (Auswahl)
- Manfred Broy, Martin Wirsing: Partial Abstract Types. In: Acta Informatica. Nr. 18, 1982, ISSN 0001-5903, S. 47 bis 64.
- Manfred Broy: Compositional Refinement of Interactive Systems. In: Journal of the ACM. Band 44, Nr. 6, November 1997, S. 850 bis 891 (online [abgerufen am 21. April 2016]).
- Manfred Broy, Ketil Stølen: Partial Abstract Types. In: Monographs in Computer Science. Springer, New York 2001, ISBN 0-387-95073-7 (online [abgerufen am 21. April 2016]).
- Manfred Broy: Toward a Mathematical Foundation of Software Engineering Methods. In: IEEE Transactions on Software Engineering. Band 27, Nr. 1, Januar 2001, ISSN 0098-5589, S. 42 bis 57.
- Manfred Broy et al.: A Formal Model of Services. In: ACM Transactions on Software Engineering and Methodology (TOSEM). Nr. 01, 1. Februar 2007, ISSN 1049-331X, S. 85 bis 115 (online [abgerufen am 25. April 2016]).
- Manfred Broy: Multifunctional Software Systems: Structured Modeling and Specification of Functional Requirements. In: Science of Computer Programming. Band 75, 2010, ISSN 0167-6423, S. 1193 bis 1214 (online [PDF; abgerufen am 25. April 2016]).
- Manfred Broy: A Logical Basis for Component-Oriented Software and Systems Engineering. In: The Computer Journal. Band 53, Nr. 10, 2010, ISSN 1460-2067, S. 1758 bis 1782 (online [PDF; abgerufen am 25. April 2016]).
- Eva Geisberger, Manfred Broy: agendaCPS – Integrierte Forschungsagenda Cyber-Physical Systems. In: Deutsche Akademie der Technikwissenschaften (Hrsg.): Acatech-Studie. Springer, Heidelberg 2012, ISBN 978-3-642-29098-5 (online [abgerufen am 24. Mai 2020] Der rasche Fortschritt der Informationstechnik ermöglicht, in Kombination mit der Mikrosystemtechnik, immer leistungsfähigere softwareintensive eingebettete Systeme und integrierte Anwendungen.).
- Manfred Broy, Albrecht Schmidt: Challenges in Engineering Cyber-Physical Systems. In: IEEE Computer Society. Band 2, Nr. 47, Februar 2014, S. 70 bis 72.
- Manfred Broy: Verifying of Interface Assertions for Infinite State Mealy Machines. In: Journal of Computer and System Sciences. Februar 2014, S. 1298 bis 1322.
- Manfred Broy: Computability and Realizability for Interactive Computations. In: Information and Computation. Nr. 241, April 2015, S. 277 bis 301.

## Ehrungen und Auszeichnungen
- 1991: Ordentliches Mitglied der Academia Europaea[5]
- 1992: Mitglied der Europäischen Akademie der Wissenschaften[6]
- 1994: Gottfried-Wilhelm-Leibniz-Preis[7]
- 1996: Bundesverdienstkreuz am Bande[7]
- 2003: Mitglied der Leopoldina.[6]
- 2003: Ehrendoktor der Universität Passau[6]
- 2004: Fellow der Gesellschaft für Informatik[6]
- 2006: Max-Planck-Fellow am Max-Planck-Institut für Softwaresysteme[7] in Kaiserslautern
- 2006 Mitglied der Deutschen Akademie der Technikwissenschaften (acatech)[6]
- 2006: Bayerischer Staatspreis für Unterricht und Kultus[7]
- 2007: Konrad-Zuse-Medaille für Verdienste um die Informatik[7]
- 2012: Bayerischer Maximiliansorden für Wissenschaft und Kunst[8]
- 2014: Mitglied der Bayerischen Akademie der Wissenschaften[6]
- 2015: Emeritus of Excellence der Technischen Universität München[6]